# Drawsko Pomorskie (gmina)
Drawsko Pomorskie – gmina miejsko-wiejska położona w województwie zachodniopomorskim, w zachodniej części powiatu drawskiego.
Siedzibą gminy jest miasto Drawsko Pomorskie. Jest największą gminą pod względem liczby mieszkańców w powiecie.
W związku z likwidacją gminy Ostrowice 1 stycznia 2019 obręby ewidencyjne Borne, Dołgie, Donatowo, Grzybno, Jelenino, Ostrowice i Przytoń o łącznej powierzchni 6558,36 ha zostały włączone do gminy Drawsko Pomorskie.
Według danych z 31 grudnia 2016 r. gmina miała 16 335 mieszkańców.
Miejsce w województwie (na 114 gmin): powierzchnia 11., ludność 20.

## Położenie
Gmina leży na Pojezierzu Drawskim i Równinie Drawskiej. Tereny leśne zajmują 36% powierzchni gminy, a użytki rolne 42%.
Gmina w 2018 stanowiła 19,5% powierzchni powiatu, a od 2019 stanowi 23,2% powierzchni powiatu drawskiego.
Sąsiednie gminy:
- Kalisz Pomorski i Złocieniec (powiat drawski)
- Łobez i Węgorzyno (powiat łobeski)
- Ińsko (powiat stargardzki)
- Brzeżno, Połczyn-Zdrój (od 2019) i Świdwin (od 2019) (powiat świdwiński)

W latach 1946–1950 gmina administracyjnie należała do województwa szczecińskiego. Do 1954 r. gmina Drawsko, w latach 1975–1998 położona w granicach województwa koszalińskiego.

## Demografia
Według danych z 31 grudnia 2016 r. gmina miała 16 335 mieszkańców. Gminę zamieszkuje 28,2% ludności powiatu. Gęstość zaludnienia wynosi 47,5 osoby na km².

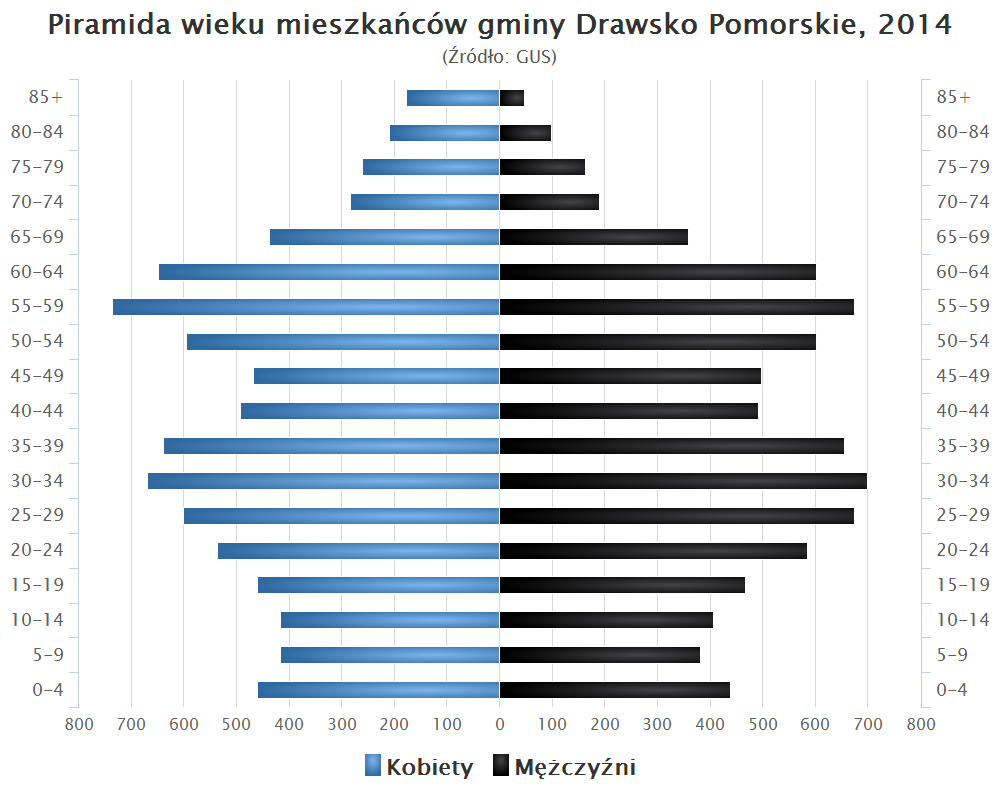
Piramida wieku mieszkańców gminy Drawsko Pomorskie w 2014 roku

Dane z 31 grudnia 2016 r.:
| Opis           | Ogółem | Ogółem | Kobiety | Kobiety | Mężczyźni | Mężczyźni |
| -------------- | ------ | ------ | ------- | ------- | --------- | --------- |
| Jednostka      | osób   | %      | osób    | %       | osób      | %         |
| Populacja      | 16 335 | 100    | 8380    | 51,30   | 7955      | 48,70     |
| Miasto         | 11 724 | 71,77  | 6104    | 37,37   | 5620      | 34,40     |
| Obszar wiejski | 4611   | 28,23  | 2276    | 13,93   | 2335      | 14,29     |

## Przyroda
Na granicy z gminą Złocieniec znajduje się duże jezioro Lubie, do którego wpadają przepływające przez gminę rzeki: Drawa i Brzeźnicka Węgorza (łącząca z rzeką Regą). Obie są dostępne dla kajaków. Południową część gminy zajmuje poligon drawski.
Największe rzeki gminy to: Drawa i Kokna.

## Infrastruktura i transport

### Transport drogowy
Przez gminę Drawsko Pomorskie prowadzi droga krajowa nr 20 ze Stargardu do Gdyni, łącząca miasto ze Złocieńcem (13 km) i Węgorzynem (19 km) oraz drogi wojewódzkie:
- nr 148 do Łobza (17 km)
- nr 163 z Zarańska do Świdwina (25 km)
- nr 173 przez Zarańsko (6 km) i Ostrowice (19 km) do Połczyna-Zdroju (37 km)
- nr 175 do Kalisza Pomorskiego (27 km)

### Transport kolejowy
Drawsko Pomorskie uzyskało połączenie kolejowe w 1877 r. po doprowadzeniu linii kolejowej z Runowa Pomorskiego. W 1878 r. otwarto odcinek Czaplinek – Czarne (przez Szczecinek), łącząc linię z Chojnicami. Linia nie została zelektryfikowana, obecnie kursuje po niej autobus szynowy. W 1897 r. do Jankowa doprowadzono kolej wąskotorową ze Stargardu, w 1910 r. linię przedłużono o 1 km do Drawska Pomorskiego. W 1964 r. odcinek do Ińska został zamknięty, wkrótce potem rozebrany. Obecnie w gminie czynne są dwie stacje kolejowe: Jankowo i Drawsko Pomorskie oraz jeden przystanek osobowy – Suliszewo Drawskie.

### Poczta
W gminie czynnych jest 6 placówek Poczty Polskiej: Drawsko Pomorskie (2), Rydzewo, Suliszewo, Oleszno i Ostrowice.

## Administracja i samorząd
W 2016 r. wykonane wydatki budżetu gminy Drawsko Pomorskie wynosiły 70,5 mln zł, a dochody budżetu 72,6 mln zł. Zobowiązania samorządu (dług publiczny) według stanu na koniec 2016 r. wynosiły 24,5 mln zł, co stanowiło 33,8% poziomu dochodów.
Gmina jest obszarem właściwości Sądu Rejonowego w Drawsku Pomorskim. Sprawy z zakresu ubezpieczeń społecznych oraz sprawy gospodarcze są rozpatrywane przez Sąd Rejonowy w Koszalinie. Gmina jest obszarem właściwości Sądu Okręgowego w Koszalinie. Gmina (właśc. powiat drawski) jest obszarem właściwości miejscowej Samorządowego Kolegium Odwoławczego w Koszalinie.
Mieszkańcy gminy Drawsko Pomorskie razem z mieszkańcami gminy Kalisz Pomorski wybierają 7 radnych do Rady Powiatu Drawskiego, a radnych do Sejmiku Województwa Zachodniopomorskiego w okręgu nr 3. Posłów na Sejm wybierają z okręgu wyborczego nr 40, senatora z okręgu nr 99, a posłów do Parlamentu Europejskiego z okręgu nr 13.
Gmina Drawsko Pomorskie utworzyła 15 jednostek pomocniczych, w tym 13 sołectw oraz 2 osiedla w obrębie miasta Drawsko Pomorskie (tj. Osiedle Nr 1 Samorządu Mieszkańców w Drawsku Pomorskim i Osiedla Nr 2).
Sołectwa w gminie: Borne, Dalewo, Dołgie, Gudowo, Jankowo, Jelenino, Konotop, Linowno, Łabędzie, Mielenko Drawskie, Nętno, Ostrowice, Przytoń, Rydzewo, Suliszewo, Zagozd, Zarańsko, Żółte

## Miejscowości
- Miasto:

Drawsko Pomorskie
- Wsie:

Borne, Dalewo, Dołgie, Donatowo, Gudowo, Grzybno, Jankowo, Jelenino, Konotop, Linowno, Łabędzie, Mielenko Drawskie, Nętno, Rydzewo, Suliszewo, Zagozd, Zarańsko i Żółte – Cianowo, Gajewko, Gajewo, Karwice, Kumki, Lasocin, Olchowiec, Oleszno, Ostrowice, Przytoń, Roztoki, Ustok, Woliczno, Zagórki, Zbrojewo, Ziemsko i Żołędowo
- Osady:

Golina, Jutrosin (od 2019), Karpno (od 2019), Kiełpin (od 2019), Kolno (od 2019), Kosobądz (od 2019), Krzynno, Przystanek (od 2019), Szczytniki (od 2019), Tęczyn (od 2019), Węglin (od 2019) i Żółcin
- Nieistniejące miejscowości:

Gogółczyn, Marysin (od 2019), Miłobądź (od 2019), Paprotno, Wiercienko (od 2019)

## Współpraca zagraniczna
| Miasto                | Państwo | Data podpisania umowy |
| --------------------- | ------- | --------------------- |
| Bad Bramstedt         | Niemcy  | 27 listopada 1999     |
| Strasburg (Uckermark) | Niemcy  | 28 sierpnia 2004      |